# Drosophila nyinyii
Drosophila nyinyii är en tvåvingeart som beskrevs av Masanori Joseph Toda 1991. Drosophila nyinyii ingår i släktet Drosophila och familjen daggflugor.
Artens utbredningsområde är Myanmar.